# China Resources Enterprise
China Resources Enterprise (abgekürzt: CRE; chinesisch 華潤創業, Pinyin Huárùn Chuàngyè) ist ein chinesisches Unternehmen mit Firmensitz in Hongkong und eine Tochtergesellschaft der China Resources (Holdings) Company Limited (abgekürzt CRC). Das Unternehmen ist im Aktienindex Hang Seng an der Hong Kong Stock Exchange gelistet.
CR Enterprise beschäftigt 113.000 Mitarbeiter in Hongkong und auf dem chinesischen Festland. Der Umsatz lag 2006 bei 6,91 Milliarden US-Dollar und der Nettogewinn bei 290 Millionen US-Dollar. CR Enterprise ist unter anderem in den Bereichen Einzelhandel, Brauerei, Nahrungsmittel, Petrochemie, Leichtindustrie, Textilien und Logistik tätig.
Folgende Tochtergesellschaften gehören zum Unternehmen: China Resources Vanguard, China Resources Retail, China Resources Brewery, Ng Fung Hong, China Resources Petrochems, China Resources Light Industries & Textiles, China Resources Property (Hong Kong) und China Resources Logistics.
Das Handelsblatt verzeichnete die China Resources Brewery 2014 als fünftgrößte Brauerei der Welt. Reuters meldete Anfang August 2018, das von Heineken in einem nicht bindenden Agreement 40 % des Unternehmens übernommen werden sollen.